# Danny Rivera/Alborada
Danny Rivera / Alborada es un disco de Danny Rivera junto al grupo Alborada (de Puerto Rico) el cual ha sido calificado por la crítica como uno de los mejores discos de Danny Rivera. Este disco fue dedicado al compositor puertorriqueño Manuel Jiménez "El Canario" quien falleció en 1975.

## Nombre del disco
A primera vista parece ser que Alborada es el nombre de un disco de Danny Rivera pero en realidad el disco es un epónimo (sin nombre).
El acuerdo original entre Alborada y Danny fue que el disco se llamaría Danny Rivera y Alborada pero al final la casa disquera optó por remover la letra "y".
La versión en CD tiene el nombre "Alborada" más pequeño que "Danny Rivera" aportando más a esta confusión.

## Lista de canciones
| N.º | Título                       | Escritor(es)                | Duración |  |
| 1.  | «Alegoría»                   | Eladio Torres               | 5:19     |  |
| 2.  | «Tu Vives en Mi Pensamiento» | Eladio Torres               | 3:19     |  |
| 3.  | «Guaracha del Ruiseñor»      | Américo Boschetti           | 2:53     |  |
| 4.  | «Piensa»                     | Heriberto González          | 3:57     |  |
| 5.  | «El Día del Hombre»          | Eladio Torres               | 2:56     |  |
| 6.  | «Jesús, María y José»        | Roberto Figueroa            | 3:51     |  |
| 7.  | «La Resurrección del Día»    | Eladio Torres               | 4:18     |  |
| 8.  | «Tanta Vanidad»              | Manuel Jiménez "El Canario" | 4:03     |  |
| 9.  | «Villancico Yaucano»         | Amaury Veray                | 3:05     |  |
| 10. | «Huracán»                    | Heriberto González          | 4:47     |  |

## Músicos
- Danny Rivera - voz principal
- Carlos Bedoya - cuatro
- Heriberto González Sánchez - guitarra y primera voz en "Huracán"
- Miverva Aponte - voz
- Roberto Figueroa - guitarra y primera voz en "Huracán"
- Eladio Torres - guitarra y primera voz en "Huracán"
- Frank Lovato - guitarra (no acreditado en el disco)
- Tony Fornaris - congas, bongó y percusión
- Wiso Vélez - bajo
- Deano Navarro - batería
- Pablo Nieves - percusión

## Detalles de la producción

### Carátula
El arte del disco fue creada por Heriberto González (uno de los guitarristas de Alborada).

### Error
En la canción Huracán (en 1:24), Danny se confunde al presentar el músico Heriberto González diciendo "Rob... Heriberto digo...".